# موزخوار هارتلاب
موزخوار هارتلاب (نام علمی: Tauraco hartlaubi) نام یک گونه از سرده موزخوارهای اصلی است.